# روسولا هرارية
روسولا هرارية (الاسم العلمي: Russula herrerae) هي نوع من الفطريات تتبع جنس الروسولا من الفصيلة الروسولية.